# Škola dobra a zla
Škola dobra a zla (anglicky The School for Good and Evil'') je pohádková fantasy kniha pro děti a mládež, která vypráví o nelehkém přátelství dvou dívek. Autorem knihy je Soman Chainani, ilustrátorem Iacopo Bruno. Samotná kniha je rozdělena do 30 kapitol, které jsou doplněné o různé ilustrace. Kniha byla vydána v roce 2013 nakladatelstvím HarperCollins, české vydání vyšlo v roce 2014 nakladatelstvím CooBoo. Kniha je součástí série knih. Na motivy knihy vyšel film Škola dobra a zla, který měl premiéru v roce 2022 na streamovací službě Netflix.

## Děj
Kniha vypráví příběh o dvou kamarádkách Agátě a Sofii. Každá jsou úplně jiná. Jedna připomíná čarodějnici, druhá princeznu.
Začátek děje se odehrává v malém městečku s názvem Gavaldon, kde obě kamarádky žijí. Jednou za několik let se z městečka ztrácely vždy dvě děti. Lidé díky pohádkám začali věřit legendě, která říkala že Školník unáší dvě děti do Školy dobra a zla – kde se jedno bude učit dobrému a druhé zlému, a potom půjdou ze školy rovnou do pohádky. Sofie se do takové školy chtěla dostat a stát se princeznou.
Sofii se přání splnilo a přízrak si pro ni opravdu přišel a unášel ji lesem pryč z Gavaldonu. Kamarádka Agáta se ji snažila zachránit, ale jakýsi kostnatý pták je obě odnesl do Školy dobra a zla. Jedna část školy byla krásná, druhá přes mlhu nebyla skoro vidět. Agátu pták vyhodil na straně školy dobra a Sofii na straně školy zla. Sofie křičela, že patří na druhou stranu, ale marně. Jsou snad dívky v nesprávné škole?
Žáci ve školách byli rozděleni na Navěky a Nikdyvíce. Ani jedna z dívek do své školy nezapadaly. Sofie se stále snažila dokázat, že patří do školy dobra a Agáta se ji snažila zachránit, aby se obě mohly dostat zpátky domů. Sofie s Agátou se dostaly až do Školníkovy věže, kde kouzelné pero Fabulář zapisovalo všechny pohádkové příběhy (i jejich). Snažily se Školníka přesvědčit, že sem nepatří a že chtějí domů. Školník jim dal hádanku: Co zloduch nikdy nemůže mít a dobrá duše nutně potřebuje?
Agáta se Sofií se na odpověď snažily přijít. Odpovědí byl přece polibek z pravé lásky. Podle Sofie byl její pravá láska princ Tedros - syn krále Artuše. Dívka však netušila, jak ho přimět, aby se do ní zamiloval. Agáta se Sofii snažila všemožně pomoci, aby dokázala Tedrosovi, že Sofie je dobrá, jen se ocitla ve špatné škole.
Tedros na Sofii změní názor, ale rychle přehodnotí svůj úsudek, když dojde na zkoušku příběhem, kde se vybraní žáci snaží překonat nástrahy Modrého lesa. Sofii už začne unavovat snažit se dostat do správné školy a váhá, zda není náhodou opravdu zlá a Školník neměl pravdu. Školník však chce Sofii využít k dosažení vlastních cílů, aby zlo vyhrálo nad dobrem. To se mu ale nepovede a pevné přátelství mezi Sofií a Agátou nakonec zvítězí.

## Postavy

### Hlavní postavy
- Sofie ze Zálesí
- Agáta ze Zálesí

### Vedlejší postavy
- Tedros z Kamelotu – student školy dobra (Navěk)
- Beatrix – studentka školy dobra (Navěk)
- Kiko – studentka školy dobra (Navěk)
- Hestera – studentka školy zla (Nikdyvíc)
- Bledule – studentka školy zla (Nikdyvíc)
- Otylka – studentka školy zla (Nikdyvíc)
- Hort – student školy zla (Nikdyvíc)
- Školník
- Paní Lessová –  přednášející ve škole zla – kletby a smrtící léčky
- Castor –  přednášející ve škole zla – výcvik pohůnků
- prof. Eklhaft Mužák –  přednášející ve škole zla – hnusifikace
- skřítek Jůba –  přednášející ve škole dobra i zla – kurz přežití pohádek
- prof. Augustus Krutopřísný –  přednášející ve škole dobra i zla – hrdinská historie, historie zlodušství
- prof. Ema Sasanková –  přednášející ve škole dobra – zkrášlování
- Pollux – přednášející ve škole dobra – etiketa pro princezny
- prof. Klarisa Hrdličková – přednášející ve škole dobra – dobré skutky
- princezna Uma – přednášející ve škole dobra – komunikace se zvířaty

## Přijetí díla
Kniha Škola dobra a zla byla dle dostupných informací přijata spíše kladně. I recenze čtenářů jsou velmi pozitivní. 
Podle Terezy Kadečkové, která se ke knize vyjádřila ve svém článku je kniha plná humoru a překvapení. Knihu zde přirovnala k pohádkám bratří Grimmů (grimmovkám), kde svět je černobílý. Černobílost, kterou se nám však snaží pohádky ukázat, postupně bourají činy, kterých se dopouštějí jak kladné, tak záporné postavy. Knihu doporučuje mladším i starším čtenářům.
Avšak článek na webové stránce Sci-fi Fantasy Lit Chick nehodnotí knihu až s takovým nadšením. Autor článku si zde stěžuje na pomalý dějový spád knihy. Kniha je zde popisována jako zdlouhavý, pomalu se pohybující příběh o dvou dívkách ze dvou různých prostředí. Také tvrdí, že součástí pohádkové inverze tohoto románu je to, že princové/chlapci nejsou potřeba, a že kniha vyzdvihuje jakýsi typ feminismu, který říká, že muži překážejí dívkám, které řídí svět, a s tímto názorem autor článku zásadně nesouhlasí.
Deník Guardian knihu doporučil čtenářům mezi 9 a 14 let, přičemž ocenil neustálá překvapení a působivé zakončení. Publishers Weekly uvedl, že kniha se od počátku prodávala neobyčejně dobře a zahájila své prodeje na 7. místě žebříčku bestsellerů New York Times. Zprostředkoval také postřeh kalifornských knihkupců, že publikace má sice na obálce dvě hrdinky, ale zájem o ni mají chlapci i dívky v podobné míře. Prvotní náklad činil 150 tisíc výtisků.

## Pokračování
Kniha Škola dobra a zla patří do stejnojmenné série knih. V dubnu 2014 vydalo nakladatelství pokračování knihy s názvem Svět bez princů (anglicky A World Without Princes). V červenci 2015 byla vydána další kniha s názvem Poslední navěky (anglicky The Last Ever After). Do série dále patří knihy Vzhůru za slávou, Křišťál času a Jediný skutečný král.

## Adaptace
Kniha Škola dobra a zla byla zfilmována v podobě fantasy filmu dostupného na streamovací službě Netflix, který měl premiéru 18. října 2022. Režisérem filmu je Paul Feig. Hlavní postavy Sofii a Agátu zde ztvárnily herečky Sophia Anne Caruso a Sofia Wylie.